# Apró nedűgomba
Az apró nedűgomba (Hygrocybe miniata) a csigagombafélék családjába tartozó, kozmopolita elterjedtségű, erdőkben, réteken élő, nem ehető gombafaj. 

## Megjelenése
Az apró nedűgomba kalapja 0,5-2,2 cm széles, alakja domború, idősen széles domborúan vagy majdnem laposan kiterül, közepén bemélyedhet. Felszíne száraz, finoman, benőtten szálas-korpás, különösen idősen. Fiatalon vörösnarancs vagy cinóbervörös színű, később narancssárgává vagy sárgává fakul. Széle néha vékonyan bordázott. 
Húsa vékony, törékeny, vizenyős; narancssárga vagy sárga színű. Szaga és íze nem jellegzetes, esetleg kissé kellemetlen. 
Ritkás, vastag lemezei szélesen tönkhöz nőttek vagy kissé lefutók; a féllemezek gyakoriak. Színük fiatalon halványsárga, később sárga majd narancsszínű. 
Tönkje 2-4 cm magas és 0,2-0,5 cm vastag. Alakja egyenletesen hengeres vagy töve felé kissé vékonyodó. Felszíne sima, száraz. Színe a kalapéhoz hasonló, de a csúcsán sárgás, a tövénél fehéres. 
Spórapora fehér. Spórája ellipszis vagy kissé körte alakú, sima, inamiloid, mérete 5-8 x 3-4 µm.

### Hasonló fajok
A feketedő nedűgomba, a piros nedűgomba, a mézszagú nedűgomba, a vérvörös nedűgomba hasonlíthat hozzá.  

## Elterjedése és termőhelye
Kozmopolita faj, minden kontinens mérsékelt éghajlatú zónájában előfordul. Magyarországon ritka.
Moha között, fűben, erdőszéleken, erdei utakon található meg. A nedűgombákat sokáig szaprotrófnak vélték, de újabban feltételezik, hogy mohákkal állhatnak szimbiotikus kapcsolatban. Júniustól októberig terem. 

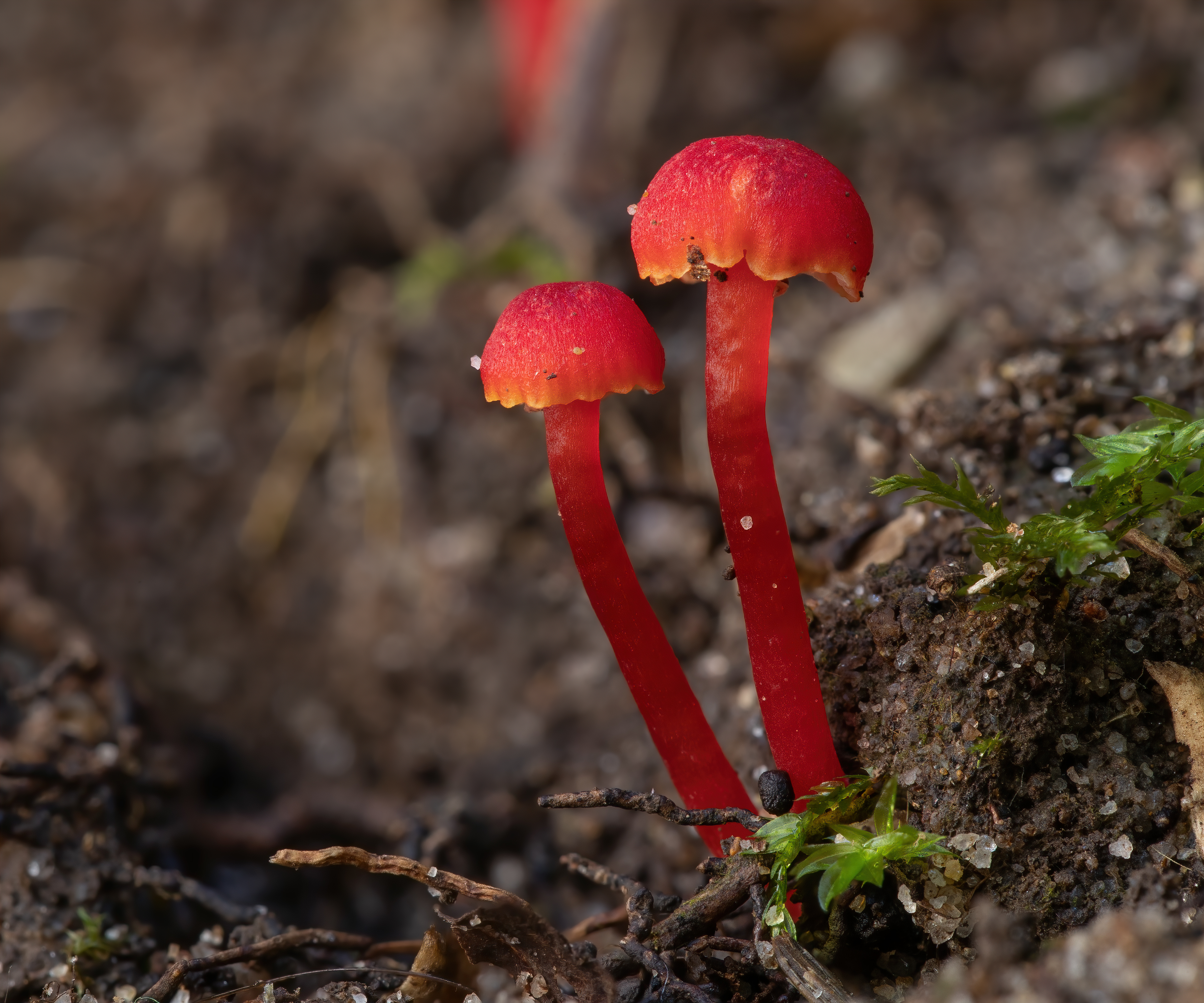
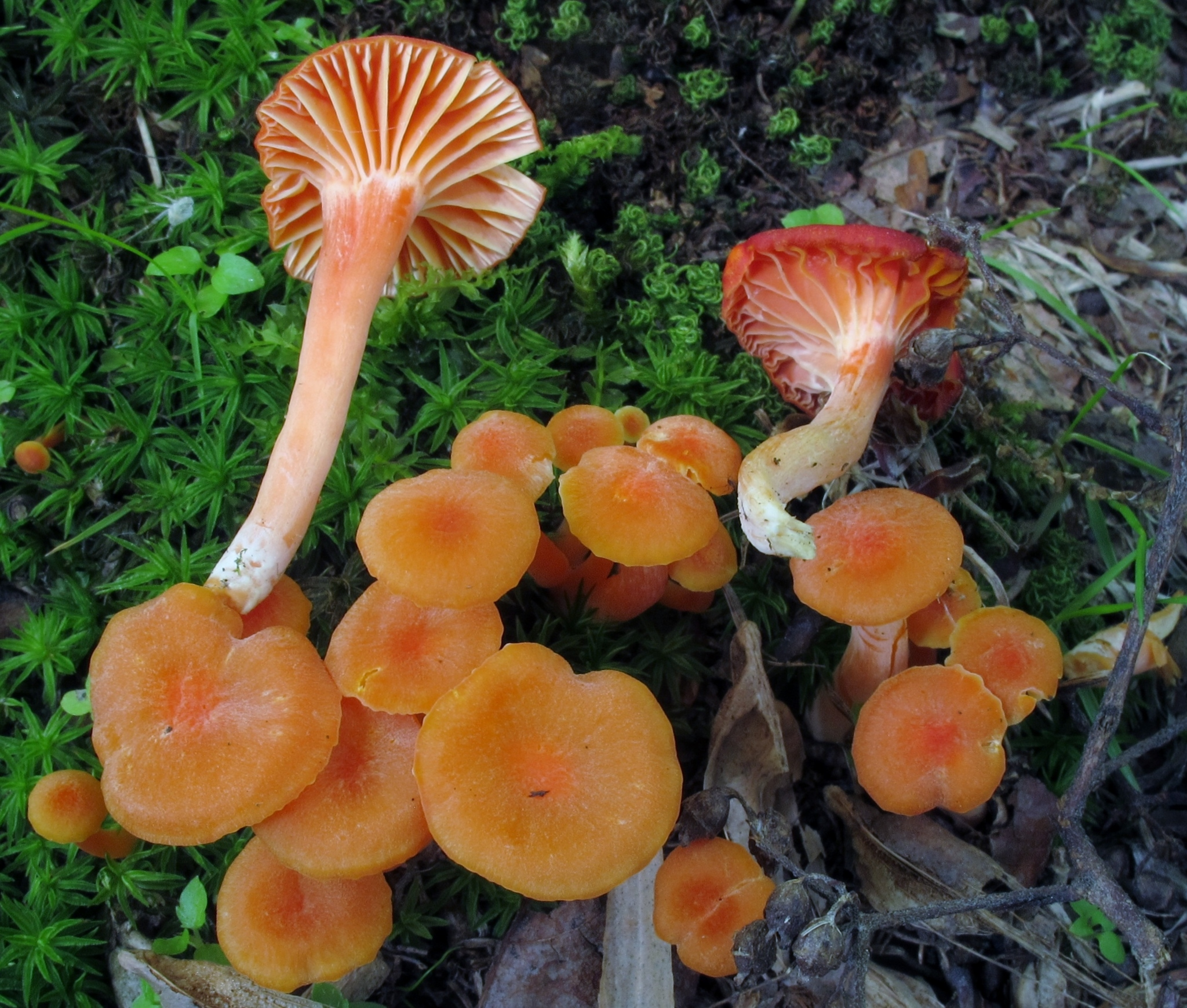
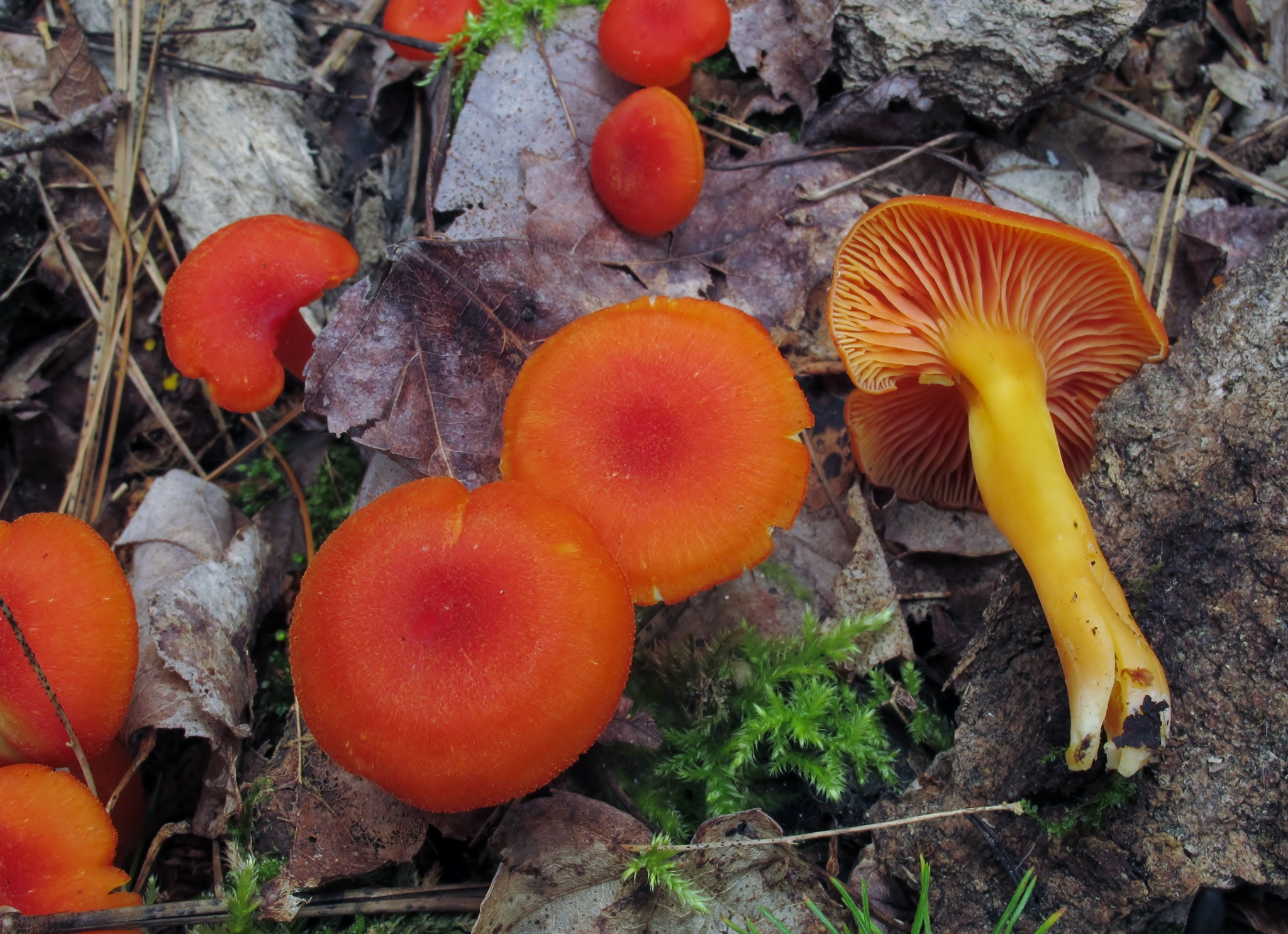
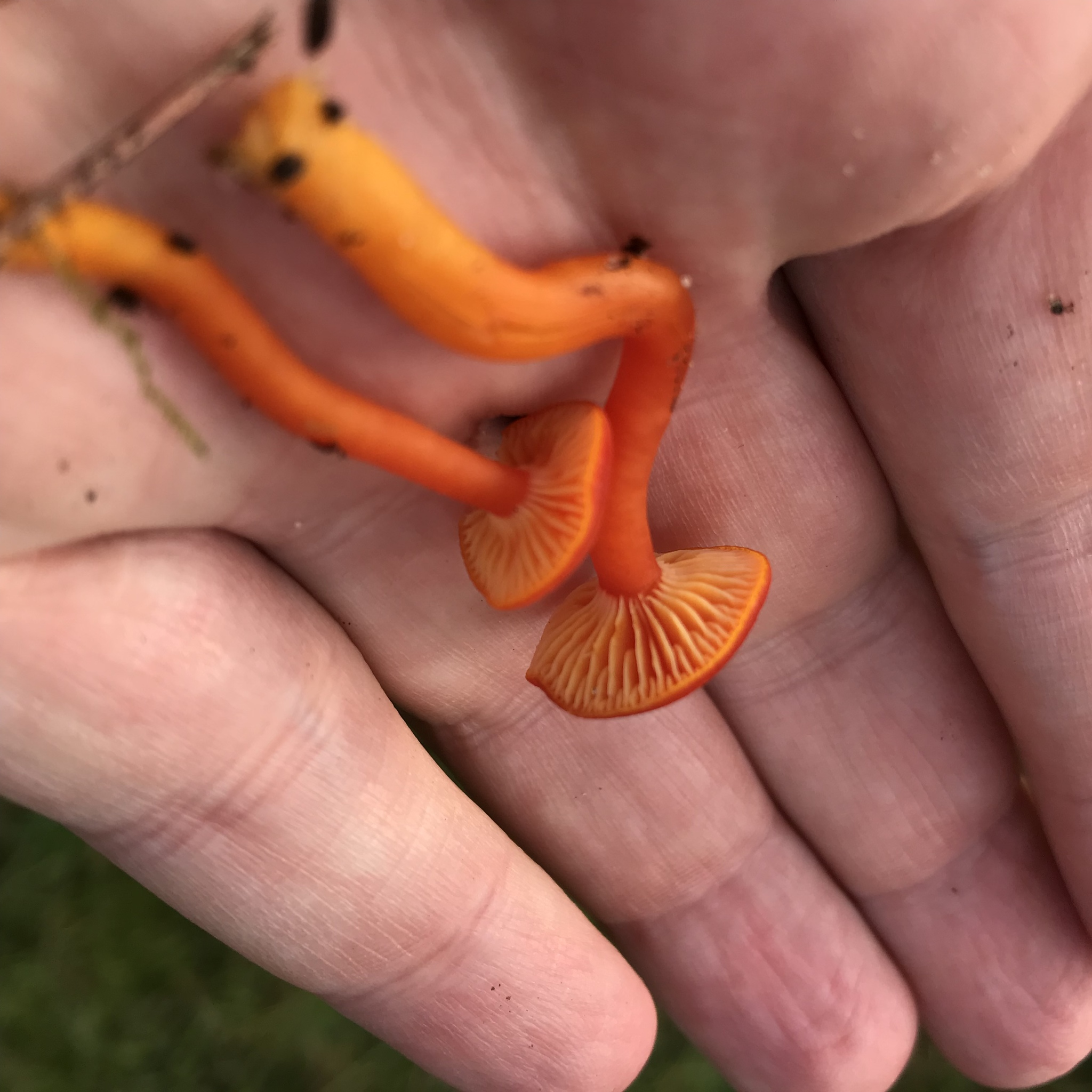
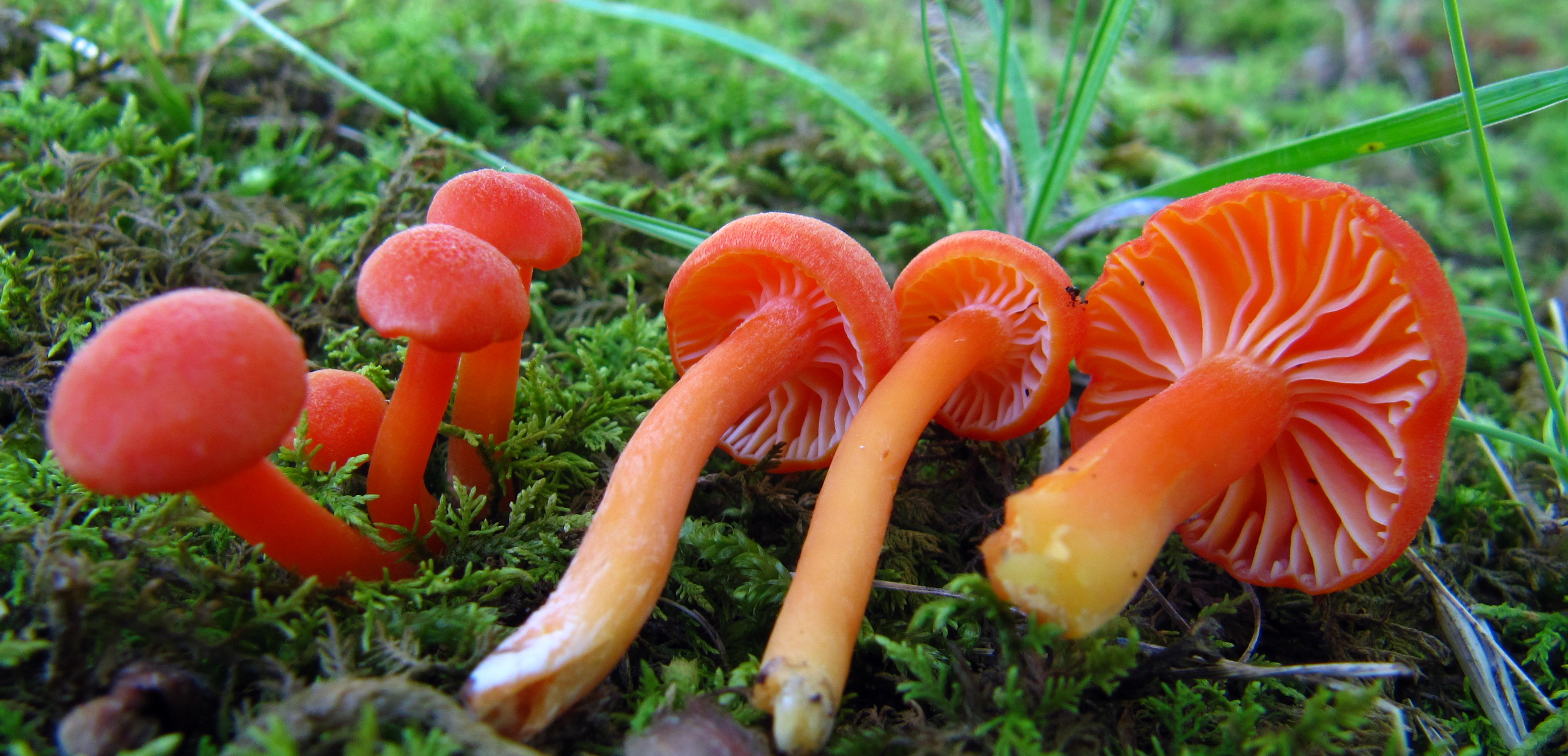

Nem ehető.  